# 戴夫·巴恩斯
戴夫·巴恩斯（英語：Dave Mckee Barnes，1978年4月20日—）是一名美国歌手以及作曲者，来自田纳西州诺克斯维尔。

## 早年生活
巴恩斯1978年生于南卡罗来纳州，父亲是一位牧师，Barnes是家里三个孩子中最大的。Dave Barnes六岁时，一家搬迁到了密西西比州科西阿斯科。Barnes一家后来又在Dave Barnes高中前的暑假搬迁到了田纳西州诺克斯维尔。Barnes上了大学之后继续学习他早年时学习的架子鼓，并且到了大学后Barnes开始学习吉他和写歌曲。他一开始写歌只是感兴趣为别的歌手写歌，不过后来他的朋友们鼓励他去为自己写歌，Barnes接受了他们的意见并且开始在学校（中田纳西州立大学）中表演。并且在周围的几个大学也能看到他表演的足迹。

## 音乐生涯
在结束了他在中田纳西州立大学的学业后，Barnes开始了他的巡回演唱之行并且在2002年推出了一张5首歌的EP专辑Three, Then Four,一张纯吉他弹唱的专辑。随着专辑的推出和巡回演唱的进行，以及互联网普及的推动下，Barnes的粉丝团不断的扩大。Barnes巡回演唱进行了一年多时间。在巡回演唱期间，Barnes遇到了和Bebo Norman合作的一名唱片制作人，Ed Cash。

## 作曲作词
作为一名词曲作者, Barnes不止自己写歌而且还有和别的艺人合作写歌，其中有Blake Shelton, Marc Broussard, Bebo Norman, Matt Wertz, Andrew Ripp, Billy Currington等等。